# 徐留平
徐留平（1964年10月—），江苏扬中人，汉族，研究员级高级工程师，中国共产党党员。中华人民共和国央企领导人、第十三届全国人民代表大会吉林地区代表。现任中华全国总工会党组书记。

## 生平
1985年毕业于江苏化工学院（今常州大学）有机化工系有机化工专业；1988年取得北京工业学院（今北京理工大学）化工系精细化工专业硕士。1987年1月，加入中国共产党。
1988年6月，进入中国兵器工业总公司，先后担任工程师、副处长；办公厅、国防科工委办公厅处长。2000年10月至2006年，任中国兵器装备集团公司发展计划部副主任、主任、汽车部主任。2001年，曾在长安挂职，任副总经理。2005年11月起，任中国兵器装备集团公司党组成员、副总经理；中国南方工业汽车股份有限公司执行董事、高级副总裁；长安汽车(集团)有限责任公司总裁、党委书记。2007年12月起，任长安集团公司董事长。
2013年10月，任中国兵器装备集团公司总经理；2017年8月，任中国第一汽车集团有限公司董事长、党委书记。2018年2月24日，当选为第十三届全国人大代表。
2023年2月，任中华全国总工会党组书记。